# Oulad Saïd
Oulad Saïd (en arabe : اولاد سعيد) est une ville du Maroc. Elle est située dans la région de Casablanca-Settat à environ 20 km à l'ouest de la ville de Settat.
Elle possède un souk hebdomadaire (chaque mercredi)

## Sources
- (en) Oulad Said sur le site de Falling Rain Genomics, Inc.